# Escíl·lium
Escíl·lium o Escili —en llatí Scillium o Scilium; en italià Scilio— és una antiga seu episcopal de la província romana d'Àfrica Proconsular', sufragània de l'arxidiòcesi de Cartago, i actualment seu titular de l'Església Catòlica. Tant el nom com la localització exactes de Scillium són desconeguts. Pel context en què apareix esmentada, hauria de ser una ciutat relativament propera a Cartago.
S'havia suggerit d'identificar-la amb l'actual Kasserine, a Tunísia, anomenada Cillium en època romana, però la hipòtesi s'ha descartat. Tampoc es pot identificar amb Sil·li, a la Numídia. Les tres ciutats africanes són actualment seus titulars diferents.

## Història
Només s'han documentat tres bisbes en aquesta diòcesi. Al concili de Cartago del 411 que va reunir bisbes catòlics i donatistes de l'Àfrica romana hi van prendre part el catòlic Esquil·laci i el donatista Donat. Més tard, el bisbe Pariàtor participa al concili antimonotelita de Cartago del 646.
És probable que la diòcesi de Σκήλη (Skele) que apareix mencionada a les Notitiae Episcopatuum, redactades per l'emperador Lleó VI (886-912), sigui encara la d'Escil·li.
Des de 1896 és una seu titular de l'Església Catòlica, des del 29 de novembre de 2013 ocupada per Juryj Kasabucki, bisbe auxiliar de Minsk-Mahiliou.

## Màrtirs i sants escil·litans
El 17 de juliol de l'any 180 van ser martiritzats a Cartago dotze cristians originaris d'Escil·la, set homes i cinc dones, coneguts com els màrtirs escil·litans. Escil·la, en llatí Scilla, és descrita com una ciutat de Numídia, segurament la Numídia Proconsular, i s'ha identificat tradicionalment amb Escil·li.
A Cartago es dedicà una basílica a aquests màrtirs en la qual hi predicà sant Agustí d'Hipona.
La tradició també fa nascuts en aquesta diòcesi a sant Cugat, martiritzat a Castrum Octavianum, i sant Feliu, martiritzat a Girona.

## Cronotaxi de bisbes[3][4]
- Esquil·laci (esmentat el 411)
  - Donat (esmentat el 411) (bisbe donatista)
- Pariàtor (esmentat el 646)

## Cronotaxi de bisbes titulars[5][6]
- Edmond Francis Prendergast (5 de desembre de 1896 - 29 de maig de 1911, nomenat arquebisbe de Filadèlfia)
- Ramiro Fernández y Balbuena (7 de juliol de 1911 - 3 de març de 1922, per mort)
- Benjamin Joseph Keiley (18 de març de 1922 - 17 de juny de 1925, per mort)
- Michal Bubnič (31 d'octubre de 1925 - 19 de juliol de 1939, nomenat bisbe de Rožňava)
- Joseph Sak, S.D.B. (14 de novembre de 1939 - 15 de març de 1946, per mort)
- João Batista Costa, S.D.B. (1 d'octubre de 1946 - 26 de maig de 1978, per dimissió)
- Pedro de Guzman Magugat, M.S.C. † (23 d'abril de 1979 - 22 d'abril de 1985, nomenat bisbe d'Urdaneta)
- Óscar Mario Brown Jiménez (30 de desembre de 1985 - 17 de desembre de 1994, nomenat bisbe Santiago de Veraguas)
- Edward Janiak (26 d'octubre de 1996 - 21 de juliol de 2012, nomenat bisbe de Kalisz)
- Juryj Kasabucki (des del 29 de novembre de 2013)